# Đội tuyển bóng đá U-20 nữ quốc gia Thái Lan
Đội tuyển bóng đá U-20 nữ quốc gia Thái Lan Tham gia Giải vô địch bóng đá nữ U‑19 thế giới 2004.

## Thành tích

### Giải vô địch bóng đá nữ U-20 thế giới
| Giải vô địch bóng đá nữ U-19 thế giới | Giải vô địch bóng đá nữ U-19 thế giới | Giải vô địch bóng đá nữ U-19 thế giới | Giải vô địch bóng đá nữ U-19 thế giới | Giải vô địch bóng đá nữ U-19 thế giới | Giải vô địch bóng đá nữ U-19 thế giới | Giải vô địch bóng đá nữ U-19 thế giới | Giải vô địch bóng đá nữ U-19 thế giới |
| Năm                                   | Kết quả                               | St                                    | T                                     | H                                     | B                                     | Bt                                    | Bb                                    |
| ------------------------------------- | ------------------------------------- | ------------------------------------- | ------------------------------------- | ------------------------------------- | ------------------------------------- | ------------------------------------- | ------------------------------------- |
| 2002                                  | Không vượt qua vòng loại              | Không vượt qua vòng loại              | Không vượt qua vòng loại              | Không vượt qua vòng loại              | Không vượt qua vòng loại              | Không vượt qua vòng loại              | Không vượt qua vòng loại              |
| 2004                                  | Vòng bảng                             | 3                                     | 0                                     | 0                                     | 3                                     | 0                                     | 18                                    |

| Giải vô địch bóng đá nữ U-20 thế giới | Giải vô địch bóng đá nữ U-20 thế giới | Giải vô địch bóng đá nữ U-20 thế giới | Giải vô địch bóng đá nữ U-20 thế giới | Giải vô địch bóng đá nữ U-20 thế giới | Giải vô địch bóng đá nữ U-20 thế giới | Giải vô địch bóng đá nữ U-20 thế giới | Giải vô địch bóng đá nữ U-20 thế giới |
| Năm                                   | Kết quả                               | St                                    | T                                     | H                                     | B                                     | Bt                                    | Bb                                    |
| ------------------------------------- | ------------------------------------- | ------------------------------------- | ------------------------------------- | ------------------------------------- | ------------------------------------- | ------------------------------------- | ------------------------------------- |
| 2006                                  | Không vượt qua vòng loại              | Không vượt qua vòng loại              | Không vượt qua vòng loại              | Không vượt qua vòng loại              | Không vượt qua vòng loại              | Không vượt qua vòng loại              | Không vượt qua vòng loại              |
| 2008                                  | Không vượt qua vòng loại              | Không vượt qua vòng loại              | Không vượt qua vòng loại              | Không vượt qua vòng loại              | Không vượt qua vòng loại              | Không vượt qua vòng loại              | Không vượt qua vòng loại              |
| 2010                                  | Không vượt qua vòng loại              | Không vượt qua vòng loại              | Không vượt qua vòng loại              | Không vượt qua vòng loại              | Không vượt qua vòng loại              | Không vượt qua vòng loại              | Không vượt qua vòng loại              |
| 2012                                  | Không vượt qua vòng loại              | Không vượt qua vòng loại              | Không vượt qua vòng loại              | Không vượt qua vòng loại              | Không vượt qua vòng loại              | Không vượt qua vòng loại              | Không vượt qua vòng loại              |
| 2014                                  | Không vượt qua vòng loại              | Không vượt qua vòng loại              | Không vượt qua vòng loại              | Không vượt qua vòng loại              | Không vượt qua vòng loại              | Không vượt qua vòng loại              | Không vượt qua vòng loại              |
| 2016                                  | Không vượt qua vòng loại              | Không vượt qua vòng loại              | Không vượt qua vòng loại              | Không vượt qua vòng loại              | Không vượt qua vòng loại              | Không vượt qua vòng loại              | Không vượt qua vòng loại              |
| 2018                                  | Không vượt qua vòng loại              | Không vượt qua vòng loại              | Không vượt qua vòng loại              | Không vượt qua vòng loại              | Không vượt qua vòng loại              | Không vượt qua vòng loại              | Không vượt qua vòng loại              |
| 2022                                  | Không vượt qua vòng loại              | Không vượt qua vòng loại              | Không vượt qua vòng loại              | Không vượt qua vòng loại              | Không vượt qua vòng loại              | Không vượt qua vòng loại              | Không vượt qua vòng loại              |
| 2024                                  | Không vượt qua vòng loại              | Không vượt qua vòng loại              | Không vượt qua vòng loại              | Không vượt qua vòng loại              | Không vượt qua vòng loại              | Không vượt qua vòng loại              | Không vượt qua vòng loại              |
| Tổng cộng                             | Vòng bảng                             | 3                                     | 0                                     | 0                                     | 3                                     | 0                                     | 18                                    |

### Giải vô địch bóng đá nữ U-20 châu Á
| Giải vô địch bóng đá nữ U-19 châu Á | Giải vô địch bóng đá nữ U-19 châu Á | Giải vô địch bóng đá nữ U-19 châu Á | Giải vô địch bóng đá nữ U-19 châu Á | Giải vô địch bóng đá nữ U-19 châu Á | Giải vô địch bóng đá nữ U-19 châu Á | Giải vô địch bóng đá nữ U-19 châu Á | Giải vô địch bóng đá nữ U-19 châu Á |
| Năm                                 | Kết quả                             | St                                  | T                                   | H                                   | B                                   | Bt                                  | Bb                                  |
| ----------------------------------- | ----------------------------------- | ----------------------------------- | ----------------------------------- | ----------------------------------- | ----------------------------------- | ----------------------------------- | ----------------------------------- |
| 2002                                | Vòng bảng                           | 3                                   | 1                                   | 0                                   | 2                                   | 2                                   | 12                                  |
| 2004                                | Hạng 4                              | 6                                   | 3                                   | 0                                   | 3                                   | 14                                  | 15                                  |
| 2006                                | Không vượt qua vòng loại            | Không vượt qua vòng loại            | Không vượt qua vòng loại            | Không vượt qua vòng loại            | Không vượt qua vòng loại            | Không vượt qua vòng loại            | Không vượt qua vòng loại            |
| 2007                                | Vòng bảng                           | 3                                   | 1                                   | 0                                   | 2                                   | 3                                   | 5                                   |
| 2009                                | Tứ kết                              | 3                                   | 0                                   | 0                                   | 3                                   | 1                                   | 11                                  |
| 2011                                | Không vượt qua vòng loại            | Không vượt qua vòng loại            | Không vượt qua vòng loại            | Không vượt qua vòng loại            | Không vượt qua vòng loại            | Không vượt qua vòng loại            | Không vượt qua vòng loại            |
| 2013                                | Không vượt qua vòng loại            | Không vượt qua vòng loại            | Không vượt qua vòng loại            | Không vượt qua vòng loại            | Không vượt qua vòng loại            | Không vượt qua vòng loại            | Không vượt qua vòng loại            |
| 2015                                | Vòng bảng                           | 3                                   | 1                                   | 0                                   | 2                                   | 7                                   | 9                                   |
| 2017                                | Vòng bảng                           | 3                                   | 0                                   | 1                                   | 2                                   | 2                                   | 13                                  |
| 2019                                | Vòng bảng                           | 3                                   | 0                                   | 0                                   | 3                                   | 2                                   | 8                                   |

| Giải vô địch bóng đá nữ U-20 châu Á | Giải vô địch bóng đá nữ U-20 châu Á | Giải vô địch bóng đá nữ U-20 châu Á | Giải vô địch bóng đá nữ U-20 châu Á | Giải vô địch bóng đá nữ U-20 châu Á | Giải vô địch bóng đá nữ U-20 châu Á | Giải vô địch bóng đá nữ U-20 châu Á | Giải vô địch bóng đá nữ U-20 châu Á |
| Năm                                 | Kết quả                             | St                                  | T                                   | H                                   | B                                   | Bt                                  | Bb                                  |
| ----------------------------------- | ----------------------------------- | ----------------------------------- | ----------------------------------- | ----------------------------------- | ----------------------------------- | ----------------------------------- | ----------------------------------- |
| 2024                                | Không vượt qua vòng loại            | Không vượt qua vòng loại            | Không vượt qua vòng loại            | Không vượt qua vòng loại            | Không vượt qua vòng loại            | Không vượt qua vòng loại            | Không vượt qua vòng loại            |
| Tổng cộng                           | Hạng 4                              | 21                                  | 6                                   | 1                                   | 17                                  | 31                                  | 73                                  |

### Giải vô địch bóng đá nữ U-19 Đông Nam Á
| Giải vô địch bóng đá nữ U-19 Đông Nam Á | Giải vô địch bóng đá nữ U-19 Đông Nam Á | Giải vô địch bóng đá nữ U-19 Đông Nam Á | Giải vô địch bóng đá nữ U-19 Đông Nam Á | Giải vô địch bóng đá nữ U-19 Đông Nam Á | Giải vô địch bóng đá nữ U-19 Đông Nam Á | Giải vô địch bóng đá nữ U-19 Đông Nam Á | Giải vô địch bóng đá nữ U-19 Đông Nam Á |                         | Huấn luyện viên |
| Năm                                     | Kết quả                                 | St                                      | T                                       | H                                       | B                                       | Bt                                      | Bb                                      |                         | Huấn luyện viên |
| --------------------------------------- | --------------------------------------- | --------------------------------------- | --------------------------------------- | --------------------------------------- | --------------------------------------- | --------------------------------------- | --------------------------------------- | ----------------------- | --------------- |
| 2014                                    | Vô địch                                 | 5                                       | 4                                       | 1                                       | 0                                       | 36                                      | 1                                       | Nuengrutai Srathongvian |                 |
| 2022                                    | Hạng ba                                 | 6                                       | 4                                       | 0                                       | 2                                       | 15                                      | 2                                       | Miyo Okamoto            |                 |
| 2023                                    | Vô địch                                 | 4                                       | 4                                       | 0                                       | 0                                       | 16                                      | 2                                       | Sawin Jaraspetcharanan  |                 |
| Tổng cộng                               | Vô địch                                 | 15                                      | 12                                      | 1                                       | 2                                       | 67                                      | 5                                       |                         |                 |